# FUBAR
FUBAR er et akronym der tillægges flere oprindelser og betydninger, men er sandsynligvis opstået blandt de amerikanske styrker under 2. verdenskrig som et udtryk for frustration over uhensigtsmæssigheder i det militære system.
Den almindeligste fortolkning er
Fucked Up Beyond All Recognition (eller Any Repair).
Altså noget, der er bragt grundigt i uorden.
Da fucked up først blev populært i 1960'erne, er Fouled Up Beyond All Recognition/repair sandsynligvis mere korrekt.
En anden fortolkning er at det er en undersættelse af det tyske furchtbar (frygteligt).
FUBAR blev bl.a. brugt i filmen Saving Private Ryan fra 1998 om amerikanske soldater på og efter D-dagen i 1944.
FUBAR høres også i gyserfilmen 28 Weeks Later ca. halvvejs inde i filmen, hvor snigskytter forsøger at redde overlevende.
Desuden høres FUBAR også i finaleafsnittet i anden sæson af TV-serien Fargo, og i actionkomedien Tango & Cash fra 1989. Høres også i  Sons of Anarchy : sæson 1, afsnit 12, mødet mellem clay og the niners leder - sæson 6 afsnit 9, Jax Teller til Nero.